# Midnight Rx
«Midnight Rx» (рус. «Полуночный приём») — шестая серия шестнадцатого сезона мультериала «Симпсоны». Впервые вышла в эфире американской телекомпании Fox 16 января 2005 года.

## Сюжет
Мистер Бернс арендует Музей Воздуха и Космоса Спрингфилда для корпоративной вечеринки. Это кажется странно любезно для всех его сотрудников. В конце вечеринки Бернс объявляет, что он прекратит план бесплатных рецептурных препаратов. Рабочие преследуют его, но богатей смог убежать. Дома Симпсоны пытаются выяснить, как они теперь могут позволить себе новые лекарства, отпускаемые по рецепту. Гомер решает получить другую работу, но безуспешно. Другие компании следуют примеру Бернса, и все планы отпуска препаратов по рецепту отменены. Мардж и Лиза идут в фармацевтическую компанию, чтобы выразить свою озабоченность, но их игнорируют.
В доме для пенсионеров все лекарства, отпускаемые по рецепту, недоступны, и персонал решает оставить стариков на произвол судьбы. Дед Симпсон придумал план получения большего количества лекарств для Спрингфилда. Он и Гомер отправляются в Виннипег, и с помощью одного из канадских друзей дедушки они могут получить неограниченный доступ к лекарствам, в которых они нуждаются. Они доставили их в Соединённые Штаты и были встречены в Спрингфилде как герои. Позже, когда дед и Гомер планируют поездку, Апу и Нед напрашиваются поехать вместе с ними, заявив, что их дети в отчаянии хотят получить лекарства. Гомер берёт их с собой в поездку.
На обратном пути Нед предлагает Апу горячий кофе. Тот выпивает его, обжёгшись, начинает тараторить, чем заставляет думать пограничника, что тот «выражает свою веру» как мусульманин (несмотря на то, что он индуист), в результате чего весь пограничный патруль удерживает людей под прицелом. Гомер пытается уладить ситуацию, но, открывая дверь, случайно выталкивает большое количество таблеток на тротуар, разоблачив их контрабанду. В результате Гомер и его банда арестованы, но вскоре их отпустили под запретом когда-либо ездить в Канаду.
Тем временем щитовидная железа Смитерса становится зобом, поскольку он больше не может позволить себе необходимое ему лекарство. Бернс обещает помочь ему, поэтому он берёт Гомера и деда в свой самолёт, «Фанерный пеликан», который он построил для нацистской Германии. Получив наркотики и вернувшись в Спрингфилд, самолёт теряет высоту, и Бернс прыгает с парашютами Гомера и деда, поскольку они являются «подарками» для его племянников. Они разбились в Спрингфилдской городской площади, почти сокрушив отряд шефа Виггама. Виггам арестовывает дедушку, но народ Спрингфилда протестует, так как его контрабанда достала им лекарства, в которых они нуждаются. Увидев, насколько дедушка помогал всему городу, шеф позволяет ему освободиться. Тем временем Смитерс спасается с помощью поцелуя мистера Бернса и получения своего лекарства, а Бернс, чувствуя себя очень раскаявшимся, решает вернуть план лекарств всем своим штатным работникам, к их радости. Гомер получает новую работу с Бернсом в качестве «внештатного консультанта», а затем задается вопросом, что это за опухоль на шее?..

## Культурные отсылки и интересные факты
- Музыка, игравшая, когда Гомер и его отец покупают наркотики, — это песня «White Rabbit» группы Jefferson Airplane.
- Канадский друг Айба Джонни ссылается на свою страну, не имеющую смертной казни, и Гомер отмечает, что в США слабоумных преступников часто предают смерти.
- Эпизод, в котором упоминается сериал «Друзья», обычно отредактирована из синдицированных просмотров, поэтому в результате разговора о второй работе Гомер хочет отправиться в офис по безработице в бесплодных попытках найти работу с медицинским страхованием.

## Отношение критиков и публики
Во время премьеры на канале Fox эпизод просмотрели 8,5 млн человек.